# Sexava nubila
Sexava nubila är en insektsart som först beskrevs av Carl Stål 1874.  Sexava nubila ingår i släktet Sexava och familjen vårtbitare. Inga underarter finns listade i Catalogue of Life.